# Decaisnella spectabilis
Decaisnella spectabilis är en svampart som beskrevs av Fabre 1879. Decaisnella spectabilis ingår i släktet Decaisnella och familjen Massariaceae.   Inga underarter finns listade i Catalogue of Life.